# بيفانيا
بيفانيا (بالإيطالية: Bevagna)‏ هي بلدية في مقاطعة بيرودجا في إقليم أومبريا في إيطاليا.

## السكان
في سنة 1861 بلغ عدد السكان 4٬608 نسمة، وتطور العدد ليصل في سنة 2011 لـ 5٬074 نسمة.
يظهر هذا المخطط البياني تطور النمو السكاني لـ بيفانيا